# Bisschoppelijk paleis van Rožňava
Het bisschoppelijk paleis van Rožňava staat aan de noord-oostkant van het centrale stadsplein "Námestie baníkov" (vertaald: "Mijnwerkersplein"). Het ligt aan de hoek met de "Cucmianska dlha".
Nadat het bisdom Rožňava in 1776 door Maria Theresia was opgericht, kreeg het gebouw zijn huidige vorm in 1777.

## Geschiedenis
De vorige gebouwen op de plaats van het huidige paleis waren:
- het klooster der jezuïeten in renaissancestijl,
- de woning van de aartsbisschop van Esztergom, in Rožňava.

Het thans bestaande paleis werd verwezenlijkt door de twee hogergenoemde gebouwen met elkaar te verbinden, te verbouwen, uit te breiden en er een verdieping aan toe te voegen.
De plannen voor het paleis werden ontworpen door architect Grossmann van de "Koninklijke kamer van Banská Bystrica". Dit gebeurde in overleg met ingenieur Mihály Krauss. De bouwwerken ter plaatse werden vermoedelijk geleid door een locale architect: József Mayer.
Aan het hoogste punt van de voorgevel, hoog boven het balcon, is een tekst in de latijnse taal aangebracht, die luidt als volgt:
"Mariae Theresiae zelus apostolicus antistiti Rosnaviense hanc aedem posuit MDCCLXXVII."
Vertaling:
"De apostolische ijver van Maria Theresia voor de gemeenschap van Rožňava, verwezenlijkte dit huis in 1877."
Een tweede gedenkplaat, op persoonshoogte, herinnert aan een pauselijk bezoek:
"Túto budovu biskupskej kúrie navštívil svätý otec Ján Pavol II dña 13.septembra 2003 z príležitosti tretej pastoracnej návštevy Slovenska".
Vertaling:
"Dit gebouw van de bisschoppelijke curie werd bezocht door de heilige vader Johannes Paulus II op 13 september 2003 ter gelegenheid van het derde pastorale bezoek aan Slowakije."

## Illustraties

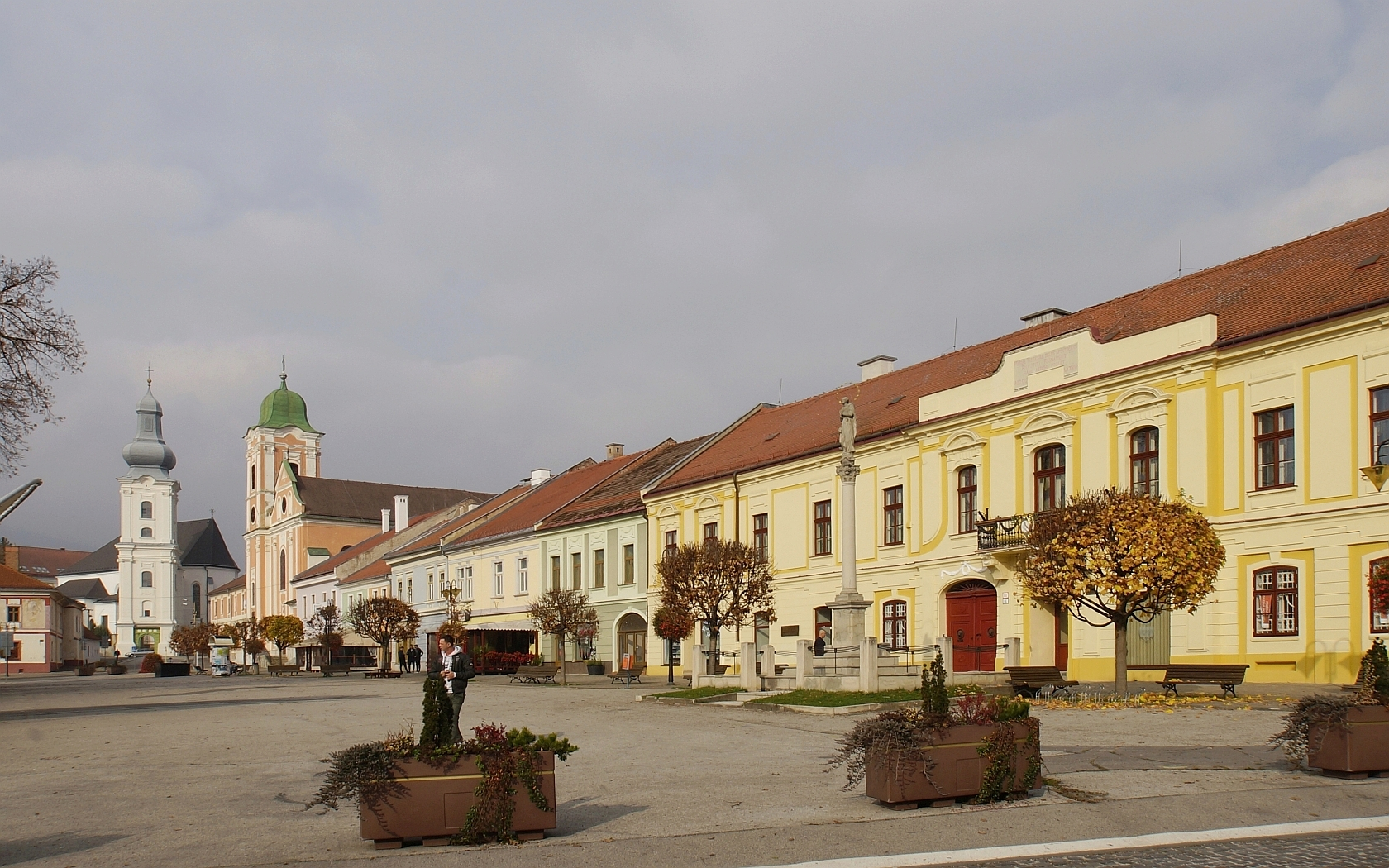
Links: de kathedraal van Rožňava. Rechts: het bisschoppelijk paleis.
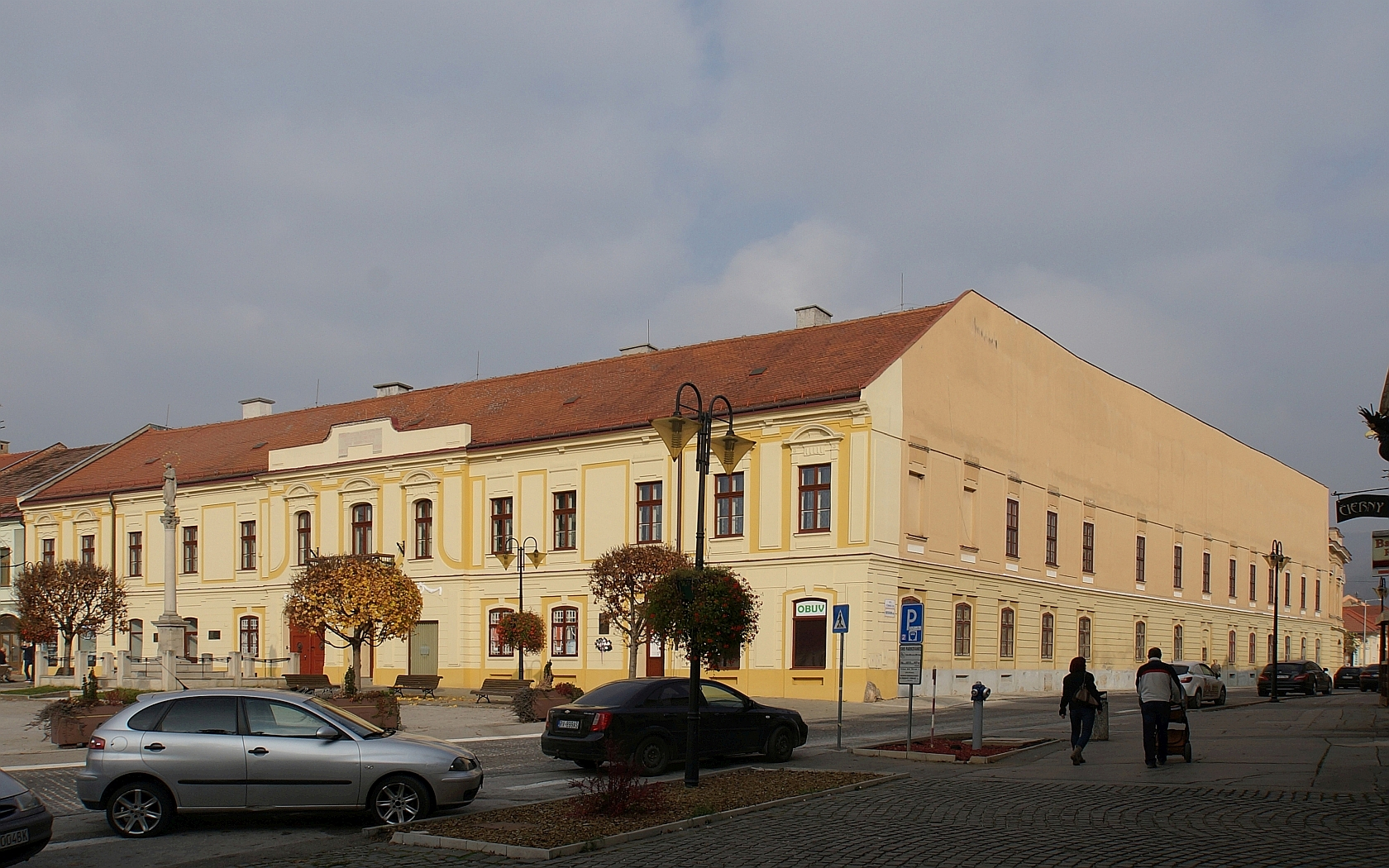
Links: de voorgevel aan het plein: "Námestie baníkov". Rechts de zijgevel aan de: "Cucmianska dlha".
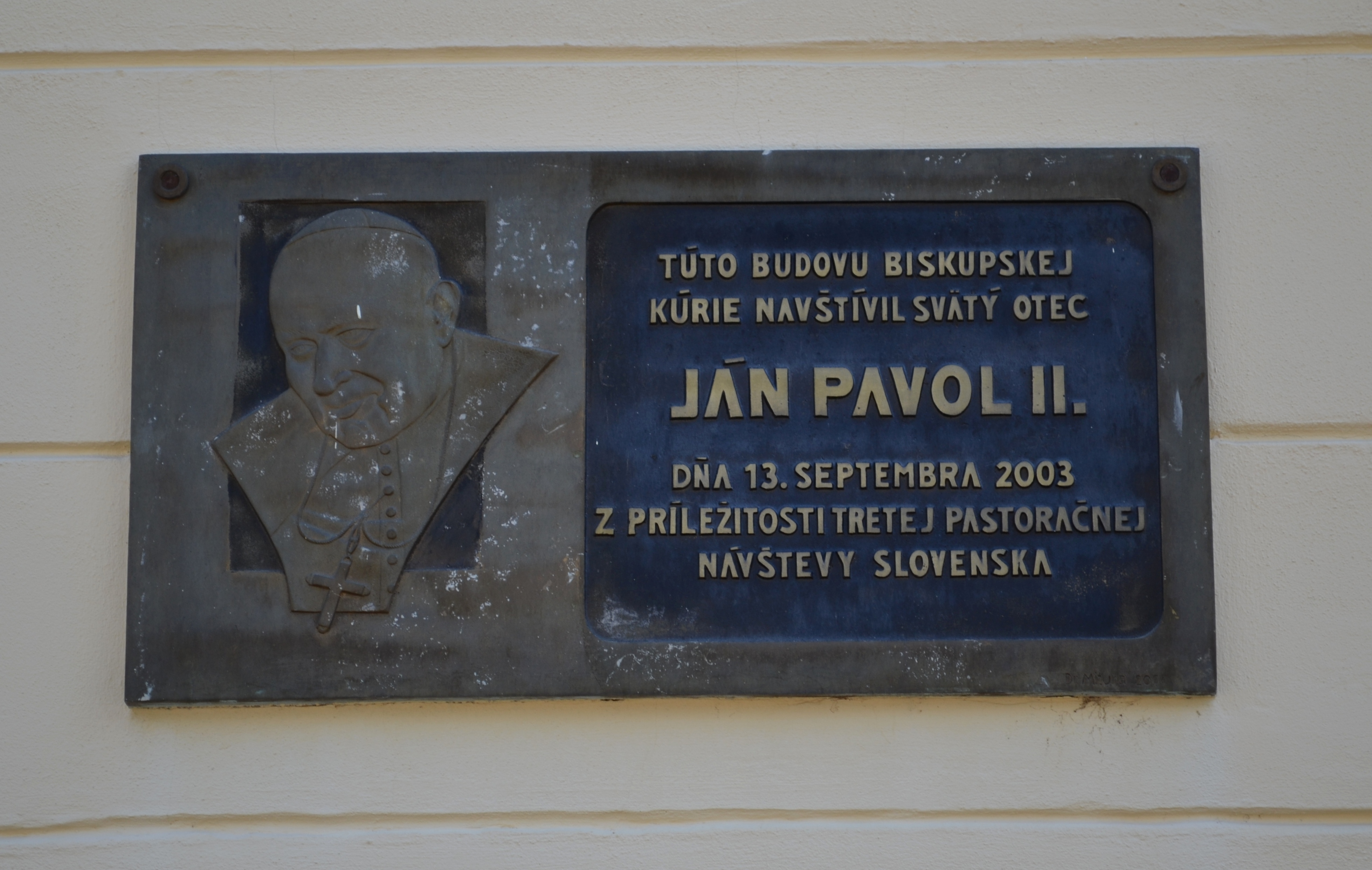
Gedenkplaat. Aandenken aan  een pauselijk bezoek.